# Датско-танзанийские отношения
Датско-танзанийские отношения — двусторонние дипломатические отношения между Данией и Танзанией. Государства являются членами Всемирной торговой организации и Организации Объединённых Наций.

## История
В 1960-х года были установлены дипломатические отношения между государствами. В 1970 году правительство Дании оказало содействие в развитии города Кибаха. Президент Танзании Джулиус Ньерере высоко оценил датский вклад в развитие экономики и инфраструктуры страны.

## Оказание помощи Танзании
В 2010 году объём помощи Дании для Танзании составил сумму 500 миллионов датских крон, которая была сосредоточена на следующих областях: бизнес-среды, общественном здравоохранении, управлении природными ресурсами, бюджетной поддержки, развитии демократических институтов, качественном государственном управлении, сотрудничестве между танзанийскими и датскими компаниями. Дания также поддерживает бурундийских и конголезских беженцев в Танзании.

## Визиты на высоком уровне
5 февраля 1991 года президент Танзании Джулиус Ньерере посетил некоммерческую организацию Mellemfolkeligt Samvirke в Дании. В 2005 году премьер-министр Дании Андерс Фог Расмуссен посетил Танзанию, а президент Танзании Джакая Киквете посетил Данию в 2007 году и затем 5 мая 2009 года.

## Дипломатические представительства
- Дания имеет посольство в Дар-эс-Саламе[7].
- Интересы Танзании в Дании представлены через посольство в Стокгольме (Швеция)[8], а также через почётное консульство в Копенгагене[9].